# Serpocaulon sessilifolium
Serpocaulon sessilifolium är en stensöteväxtart som först beskrevs av Nicaise Augustin Desvaux, och fick sitt nu gällande namn av Alan Reid Smith. Serpocaulon sessilifolium ingår i släktet Serpocaulon och familjen Polypodiaceae. Inga underarter finns listade.